# سعد بوه
الشيخ سعد بوه أو سَعْدُ أبيهِ هُوَ فَقِيهٌ وَشَاعِرٌ وَصُوفِيٌّ شَنقِيطِيٌّ وَمُقَاوِمٌ ، ألَّفَ العَدِيدَ مِنَ الكُتُبِ فِي الفقهِ والتصوف، وَشَارَكَ فِي عَدَدٍ مِنَ الحَمَلَاتِ الجِهاديَّةِ ضِدَّ الاِستِعمَارَينِ الإسبَانيِّ والفَرَنسِيِّ بِجَانِبِ أَخِيهِ الشيخ ماء العينين.

## حياته
ولد عام 1285هـ/1848م بالحوض الشرقي من بلاد شنقيط، تلقى تعليمه على يد والده الشيخ الشيخ محمد فاضل وإخوته، ولما بلغ مقاما مبلغا من التربية والعلم صدَّره والده لبلاد القبلة، لنشر الفاضلية (طريقة صوفية)؛ فكثر أتباعه وامتد تأثيره كثير من بلدان غرب إفريقيا. توفي عام 1335هـ/ 1917م.

## مؤلفاته
- الفيض الوهيب على آية الكرسي
- تعجيز البرهان في تحريم الشم والدخان
- جمع البحرين فيما يقع بين اثنين
- حاطب ليل وحصن المتضرع من كل بلاء وويل
- تشنيف الأسماع بشرف أولاد أبي السباع
- نور الصراط المستقيم
- نبراس المعنن في شرح الغامض من أسماء الله الحسنى
- النفع العميم في بركة بسم الله الرحمن الرحيم
- السنة النافذة في البيعة الحادثة
- كشف اللبس عن المسائل الخمس
- النصيحة العامة والخاصة في أمر فرانصة (فرنسا)[8]